# Marie-Jeanne Brillant
Marie Jeanne Le Maignen, bekannt als Marie-Jeanne Brillant oder Mademoiselle Brillant (* 1724; † 1767), war eine französische Schauspielerin.
Brillant debütierte am Théâtre de la foire und wurde vom Publikum gleich angenommen. Nach der Schließung der Jahrmarktstheater war Brillant gezwungen auf Tournee übers Land zu gehen. Dabei stieß sie auf die Schauspieltruppe des Maréchal de Saxe, der sie sich anschloss. Nach dem Friedensschluss im Jahr 1748, wurde die Schauspieltruppe aufgelöst und Brillant reiste nach Paris, wo sie 1750 ein Engagement an der Comédie-Française bekam. Sie spielte das gesamte Spektrum, vom Dienstmädchen bis zur Herrschaft, Männerrollen oder auch Liebhaberinnen. Nur mit komischen Rollen tat sie sich schwer. Brillant setzte sich bereits 1758 zur Ruhe, kehrte aber im Jahr 1766 einmalig für eine Gastrolle auf die Bühne zurück.